# Jervis Bay Airfield
Jervis Bay Airfield (em português: Aeródromo da Baía de Jervis) (ICAO: YJBY) é um aeródromo militar no Território da Baía de Jervis, na Austrália. Este é o único campo de pouso no território e está localizado a cerca de 10 km (6,2 mi) a leste de Sussex Inlet; e a cerca de 2 km (1,2 mi) sul de Jervis Bay Village e base militar HMAS Creswell. Possui duas pistas.
Ele foi inaugurado em 1941, como aeródromo-satélite da Real Força Aérea Australiana. (agora HMAS Albatroz). O aeródromo era usado principalmente para base para formação de torpedeiros e operações de busca e resgate, durante a II Guerra Mundial. Durante o ano de 1945 foi a base da Marinha Real Britânica, a Base Aérea Móvel Naval MONAB V (HMS Nabswick) e vários esquadrões da Fleet Air Arm da Frota Britânica do Pacífico.